# Ommatius spatulatus
Ommatius spatulatus là một loài ruồi trong họ Asilidae. Ommatius spatulatus được Curran miêu tả năm 1928.